# Ravenala
Ravenala is een geslacht uit de familie Strelitziaceae. Het geslacht telt één soort die voorkomt op Madagaskar.

## Soorten
- Ravenala madagascariensis Sonn. - Reizigersboom

Phenakospermum · 
Ravenala · 
Strelitzia